# Grand Théâtre de Genève
Grand Théâtre de Genève è un teatro d'opera a Ginevra, in Svizzera.
Come in molti altri teatri d'opera, il Grand Théâtre de Genève è sia un luogo che un'istituzione. La sede è un maestoso edificio, che domina Place Neuve, ufficialmente aperto nel 1876, in parte distrutto da un incendio nel 1951 e riaperto nel 1962, dopo lunghi lavori di ristrutturazione, che ospita il più grande palcoscenico della Svizzera. In quanto istituzione, è il più grande teatro di produzione e di accoglienza della Svizzera romanda, con spettacoli di opera e danza, recital, concerti e, occasionalmente, teatro.
Durante il XVII e l'inizio del XVIII secolo, Ginevra fu fortemente influenzata dall'ortodossia calvinista e non fu fino alla metà del 1760 che la città accettò la costruzione del Théâtre de Rosimond, il primo teatro dell'opera di Ginevra.